# ان‌جی‌سی ۳۴۹
ان‌جی‌سی ۳۴۹ (انگلیسی: NGC 349) نام یک کهکشان عدسی در صورت فلکی نهنگ است.